# Iglesia de San Miguel (Borja)

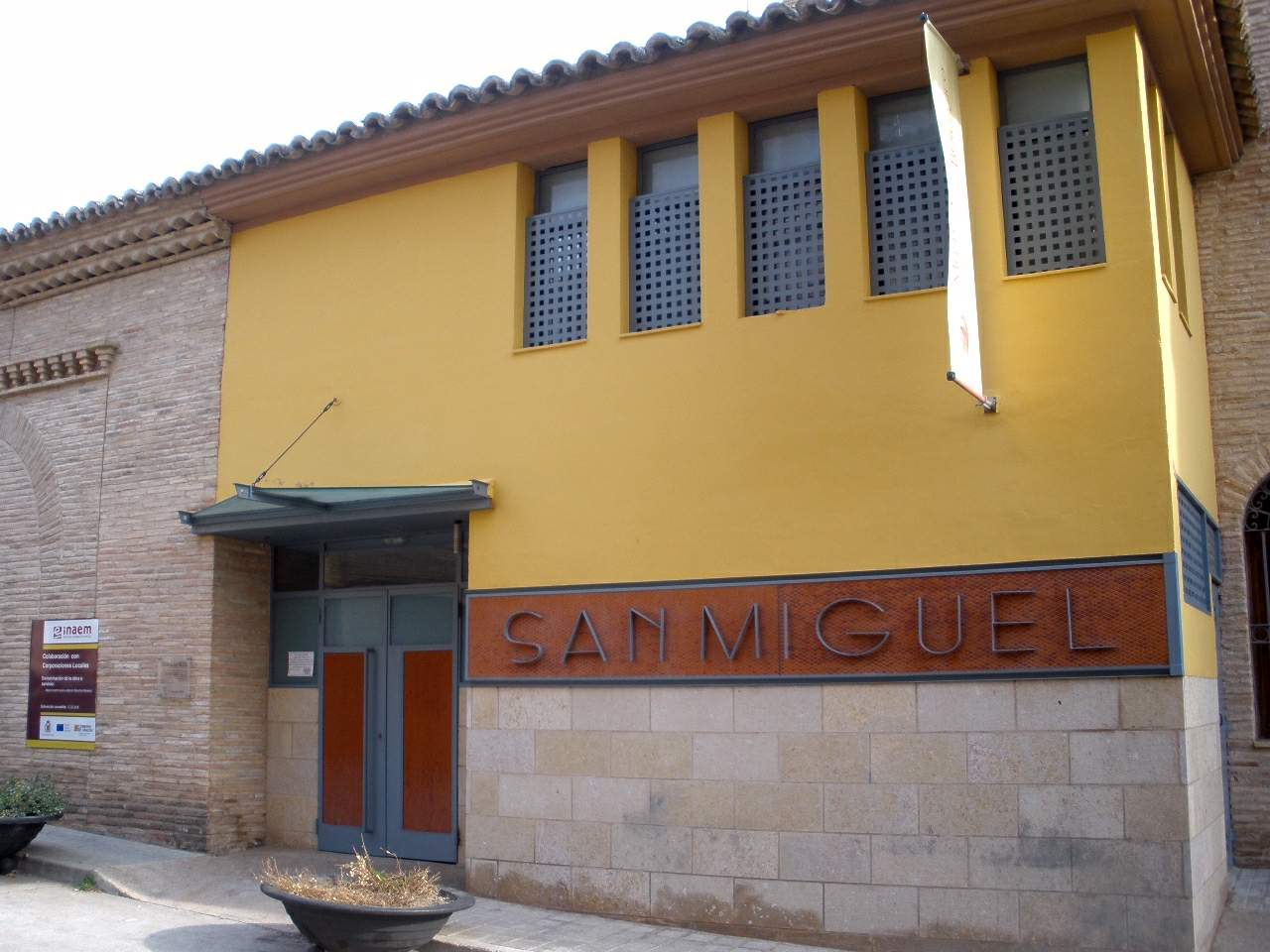
Museo arqueológico

La antigua iglesia de San Miguel sita en la localidad de Borja (provincia de Zaragoza, Aragón, España) es uno de los edificios de mayor interés artístico e histórico ubicados en Borja. Desde su origen románico ha experimentado numerosas transformaciones que han ido modificando su primitivo aspecto, hasta llegar a su actual uso como equipamiento cultural como sede de la exposición permanente del Museo Arqueológico de la población.

## Origen
Construida a finales del siglo XII a las afueras del núcleo urbano, junto al camino de Castilla, fue una de las tres parroquias que hubo en Borja. Del edificio románico, de una sola nave, se conserva el ábside semicircular y los muros de la nave en sus tres primeros tramos. La fábrica es de mampostería recubierta de mortero, con trabajo de cantería en los modillones, esquinas, aleros y ventanas. La portada fue también de piedra y algunos pocos restos dispersos de ella se han recuperado durante las diferentes obras de restauración.

## Transformaciones medievales
La fase de estilo mudéjar se data a finales del siglo XIV. En ella se alarga la nave con dos tramos más y se cubre toda ella con una techumbre de madera sobre arcos diafragmas. Se añade la torre, adosada a la fachada posterior y, para dar realce a la puerta de ingreso, se construye un pórtico de dos arcos que aún hoy se dibuja en la fachada exterior. Los muros son de ladrillo con decoración de esquinillas y zigzag.
A comienzos del siglo XV se abren tres capillas laterales, dos en el lado de la epístola y una en el lado del evangelio, dedicadas a San Juan Bautista, San Juan Evangelista y Santiago Apóstol. A finales del siglo XV el pórtico se transforma en otras dos capillas dedicadas a Nuestra Señora de las Nieves y a San Juan de Porta Latina, resultando así las cinco que se contemplan hoy. Estas capillas, así como el ábside, se cubren con bóveda de crucería simple y se decoran con pinturas murales en el siglo XVI.

## Las reformas barrocas

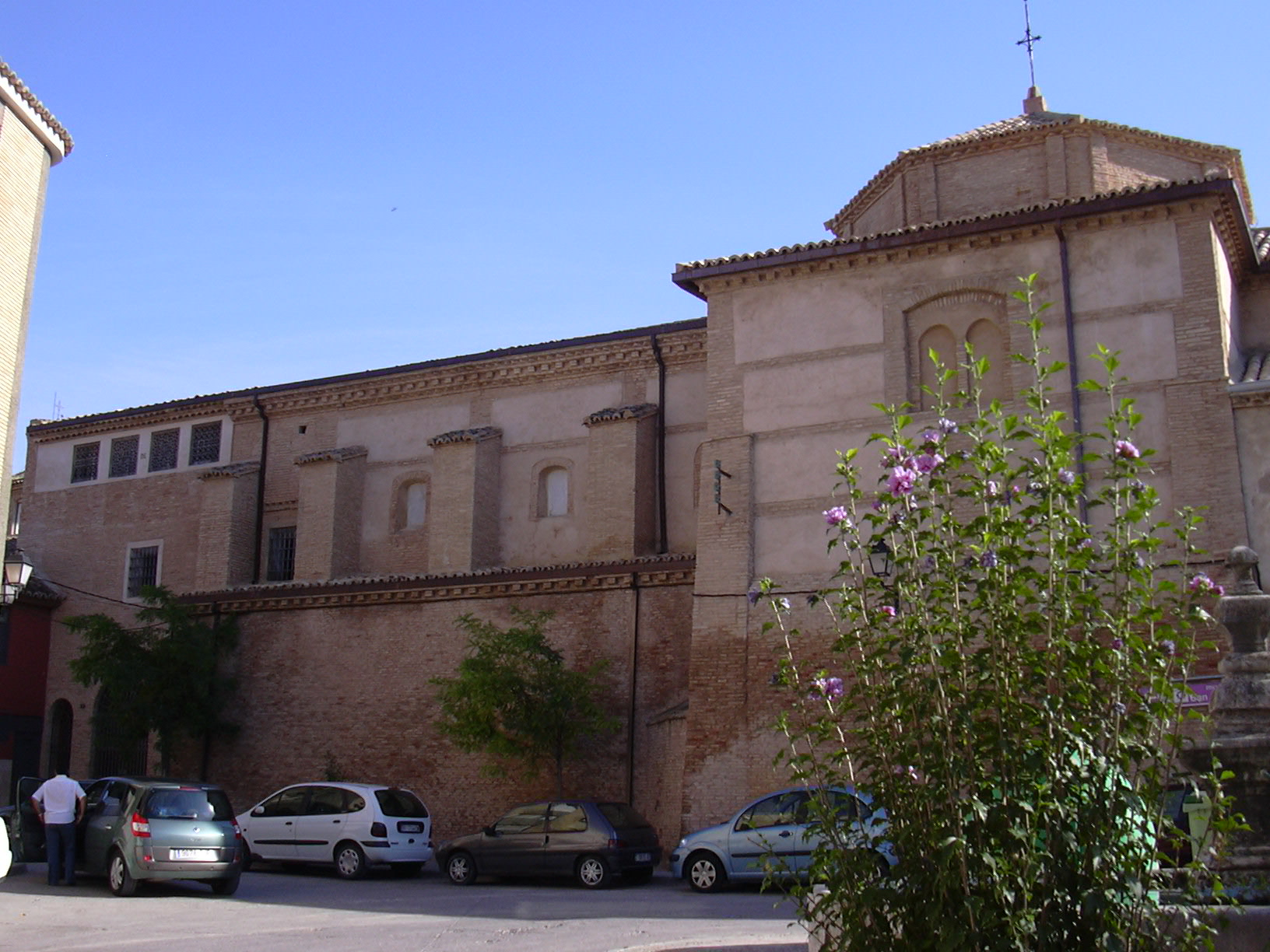
Iglesia del convento de Santa Clara

Entre 1603 y 1609 se edifica el contiguo convento de Santa Clara, que hasta 1693 no dispondrá de iglesia propia, utilizándose el templo de San Miguel para estos servicios. Para ello, en 1602 se abre a los pies la magnífica celosía mudéjar obra de Domingo de Aroza y Gonzalo Cisneros, a través de la cual las monjas asistían a la liturgia. También se abre una gran puerta a los pies, que comunica directamente con el zaguán del convento. El uso conjunto de la iglesia por los feligreses y monjas resultaba problemático. Las desavenencias entre las prioras y los párrocos hacen necesaria la construcción de otro templo para el uso conventual que se inicia en 1640.
A finales del siglo XVII la iglesia de San Miguel se reforma de nuevo y se instala un nuevo retablo mayor en 1692. La nave se cubre con una bóveda de lunetos sobre arcos rebajados que reduce la altura y oculta la techumbre mudéjar. Los muros se decoran con pilastras, capiteles y molduras de yeso en estilo barroco.
En 1868 la parroquia de San Miguel es anexionada a la de San Bartolomé, a cuyo templo se traslada la imagen titular y diversos ornamentos. Una vez desafectada de culto, San Miguel permanece en estado de semiabandono durante mucho tiempo, hasta que se acomete el proyecto de su recuperación por parte del Ayuntamiento de Borja, restauración que finaliza en 1983. En 2002 el Gobierno de Aragón declara esta iglesia como “Bien Catalogado”.

## Mobiliario y ornamentación conservados
Se conserva una pequeña parte del mobiliario de la antigua iglesia. La imagen titular es un bello ejemplo de escultura barroca hecha por el escultor borjano Simón Lacasa en 1730. Hoy se exhibe en el museo de la Colegiata de Borja. Un cuadro de San Jerónimo del siglo XVII y otro de San Sebastián de comienzos del XIX completan los restos de la ornamentación que decoró San Miguel. También han llegado hasta nosotros la pila bautismal y algunos testimonios documentales, como los llamados Cinco Libros.